# Campeonato Mundial de Atletismo de 2009 - 400 m feminino
A prova dos 400 metros feminino do Campeonato Mundial de Atletismo de 2009 foi disputada nos dias 15 (eliminatórias), 16 (semifinais) e 18 de agosto (final), no Olympiastadion, em Berlim.

## Recordes
Antes desta competição, os recordes mundiais e do campeonato nesta prova eram os seguintes:
| Tipo                  | Atleta                | Tempo | Local     | Data                 | Ref |
| --------------------- | --------------------- | ----- | --------- | -------------------- | --- |
|                       | Marita Koch           | 47.60 | Canberra  | 6 de outubro de 1985 | ver |
| Recorde do campeonato | Jarmila Kratochvílová | 47.99 | Helsinque | 10 de agosto de 1983 | ver |

## Medalhistas
| Ouro                 | Prata                   | Bronze                     |
| Sanya Richards (USA) | Shericka Williams (JAM) | Antonina Krivoshapka (RUS) |

## Resultados

### Eliminatórias
Estes são os resultados das eliminatórias. As 42 atletas inscritas foram divididas em seis baterias, se classificando para as semifinais as três melhores de cada bateria (Q), mais os seis melhores tempos no geral (q).
| Bateria 1 | Bateria 1              | Bateria 1 | Bateria 1       |
| Pos.      | Atleta                 | Tempo     | Notas           |
| --------- | ---------------------- | --------- | --------------- |
| 1         | RUS Lyudmila Litvinova | 51.31 (Q) |                 |
| 2         | ITA Libania Grenot     | 51.45 (Q) |                 |
| 3         | CUB Indira Terrero     | 51.98 (Q) |                 |
| 4         | SKN Tiandra Ponteen    | 52.54 (q) |                 |
| 5         | JAM Christine Day      | 53.13 (q) |                 |
| 6         | KAZ Marina Maslenko    | 54.38     |                 |
| 7         | MYA Khin Phyo Thet     | 1:00.35   | Recorde pessoal |

| Bateria 2 | Bateria 2                  | Bateria 2 | Bateria 2            |
| Pos.      | Atleta                     | Tempo     | Notas                |
| --------- | -------------------------- | --------- | -------------------- |
| 1         | JAM Novlene Williams-Mills | 51.55 (Q) |                      |
| 2         | USA Jessica Beard          | 51.72 (Q) |                      |
| 3         | GER Sorina Nwachukwu       | 51.74 (Q) |                      |
| 4         | VIN Kineke Alexander       | 52.44 (q) | Recorde da temporada |
| 5         | KEN Joy Nakhumicha Sakari  | 52.88 (q) |                      |
| 6         | LBR Kia Davis              | 56.85     |                      |
|           | MTN Khoury Keita           | DSQ       |                      |

| Bateria 3 | Bateria 3                   | Bateria 3 | Bateria 3            |
| Pos.      | Atleta                      | Tempo     | Notas                |
| --------- | --------------------------- | --------- | -------------------- |
| 1         | BOT Amantle Montsho         | 50.65 (Q) |                      |
| 2         | JAM Shericka Williams       | 51.23 (Q) |                      |
| 3         | FRA Solen Désert-Mariller   | 51.63 (Q) | Recorde da temporada |
| 4         | NGR Folasade Abugan         | 51.70 (q) |                      |
| 5         | ZAM Racheal Nachula         | 53.21     |                      |
|           | SUD Nawal El Jack           | DNF       |                      |
|           | CAF Evodie Lydie Saramandji | DNS       |                      |

| Bateria 4 | Bateria 4                    | Bateria 4 | Bateria 4            |
| Pos.      | Atleta                       | Tempo     | Notas                |
| --------- | ---------------------------- | --------- | -------------------- |
| 1         | USA Debbie Dunn              | 51.13 (Q) |                      |
| 2         | RUS Anastasiya Kapachinskaya | 51.17 (Q) |                      |
| 3         | NGR Amaka Ogoegbunam         | 52.85 (Q) |                      |
| 4         | SRI Chandrika Rasnayake      | 53.68     |                      |
| 5         | SEN Fatou Bintou Fall        | 54.46     |                      |
| 6         | PAK Rozina Shafqat           | 1:00.72   | Recorde da temporada |
|           | BAH Christine Amertil        | DSQ       |                      |

| Bateria 5 | Bateria 5              | Bateria 5 | Bateria 5            |
| Pos.      | Atleta                 | Tempo     | Notas                |
| --------- | ---------------------- | --------- | -------------------- |
| 1         | USA Sanya Richards     | 51.06 (Q) |                      |
| 2         | GBR Christine Ohuruogu | 51.30 (Q) |                      |
| 3         | GUY Aliann Pompey      | 51.38 (Q) |                      |
| 4         | COL Norma González     | 51.86 (q) | Recorde pessoal      |
| 5         | FIJ Makelesi Batimala  | 54.65     | Recorde da temporada |
| 6         | GRN Trish Bartholomew  | 54.89     |                      |
| 7         | BEN Claudine Yemalin   | 58.82     |                      |

| Bateria 6 | Bateria 6                | Bateria 6 | Bateria 6            |
| Pos.      | Atleta                   | Tempo     | Notas                |
| --------- | ------------------------ | --------- | -------------------- |
| 1         | RUS Antonina Krivoshapka | 51.03 (Q) |                      |
| 2         | GBR Nicola Sanders       | 51.64 (Q) |                      |
| 3         | SEN Amy Mbacke Thiam     | 52.79 (Q) |                      |
| 4         | CAN Esther Akinsulie     | 53.21     |                      |
| 5         | JPN Asami Tanno          | 53.30     |                      |
| 6         | CRC Sharolyn Scott       | 55.63     | Recorde pessoal      |
| 7         | JOR Rania Alqebali       | 1:00.90   | Recorde da temporada |

### Semifinais
Estes são os resultados das semifinais. As 24 atletas classificadas foram divididas em três baterias, se classificando para a final as duas melhores de cada bateria (Q) mais os dois melhores tempos no geral (q).
| Semifinal 1 | Semifinal 1                  | Semifinal 1 | Semifinal 1          |
| Pos.        | Atleta                       | Tempo       | Notas                |
| ----------- | ---------------------------- | ----------- | -------------------- |
| 1           | JAM Novlene Williams-Mills   | 49.88 (Q)   | Recorde da temporada |
| 2           | BOT Amantle Montsho          | 49.89 (Q)   | Recorde da temporada |
| 3           | RUS Anastasiya Kapachinskaya | 50.30 (q)   |                      |
| 4           | GUY Aliann Pompey            | 50.71       | Recorde nacional     |
| 5           | USA Jessica Beard            | 51.20       |                      |
| 6           | COL Norma González           | 51.91       |                      |
| 7           | VIN Kineke Alexander         | 53.43       |                      |
|             | NGR Amaka Ogoegbunam         | DNF         |                      |

| Semifinal 2 | Semifinal 2               | Semifinal 2 | Semifinal 2          |
| Pos.        | Atleta                    | Tempo       | Notas                |
| ----------- | ------------------------- | ----------- | -------------------- |
| 1           | JAM Shericka Williams     | 49.51 (Q)   | Recorde pessoal      |
| 2           | RUS Antonina Krivoshapka  | 49.67 (Q)   |                      |
| 3           | USA Debbie Dunn           | 49.95 (q)   | Recorde pessoal      |
| 4           | GBR Nicola Sanders        | 50.45       | Recorde da temporada |
| 5           | SEN Amy Mbacke Thiam      | 51.70       |                      |
| 6           | NGR Folasade Abugan       | 51.75       |                      |
| 7           | KEN Joy Nakhumicha Sakari | 52.69       |                      |
| 8           | FRA Solen Désert-Mariller | 53.26       |                      |

| Semifinal 3 | Semifinal 3            | Semifinal 3 | Semifinal 3          |
| Pos.        | Atleta                 | Tempo       | Notas                |
| ----------- | ---------------------- | ----------- | -------------------- |
| 1           | USA Sanya Richards     | 50.21 (Q)   |                      |
| 2           | GBR Christine Ohuruogu | 50.35 (Q)   | Recorde da temporada |
| 3           | RUS Lyudmila Litvinova | 50.52       |                      |
| 4           | ITA Libania Grenot     | 50.85       |                      |
| 5           | CUB Indira Terrero     | 51.87       |                      |
| 6           | GER Sorina Nwachukwu   | 51.98       |                      |
| 7           | SKN Tiandra Ponteen    | 53.22       |                      |
| 8           | JAM Christine Day      | 53.46       |                      |

### Final

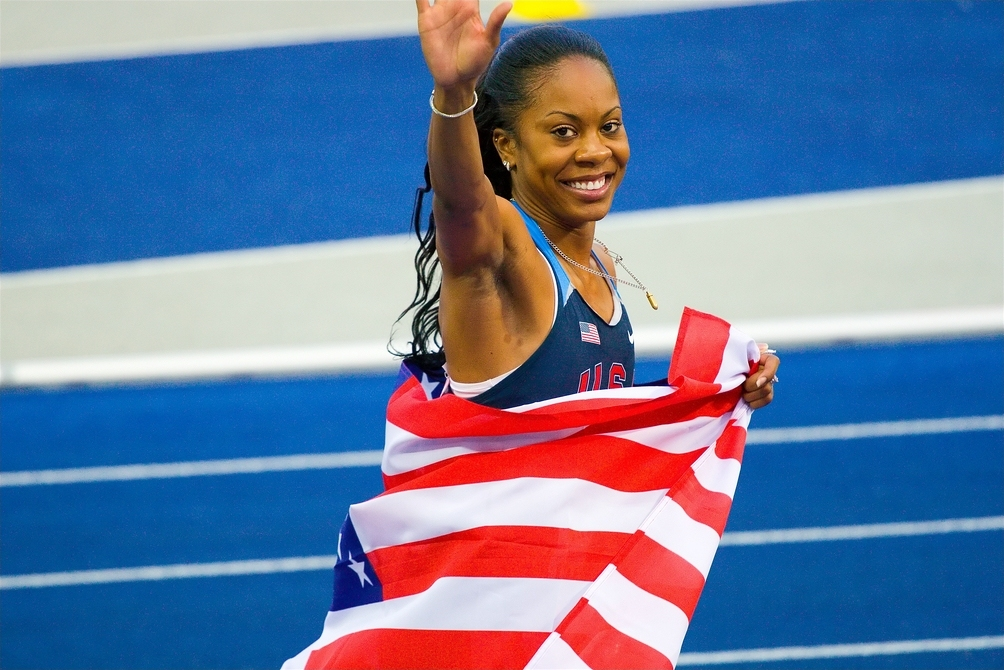
Sanya Richards, campeã mundial.

Estes são os resultados da final:
| Pos.              | Atleta                       | Tempo | Notas                |
| ----------------- | ---------------------------- | ----- | -------------------- |
| Medalha de ouro   | USA Sanya Richards           | 49.00 | Recorde pessoal      |
| Medalha de prata  | JAM Shericka Williams        | 49.32 | Recorde pessoal      |
| Medalha de bronze | RUS Antonina Krivoshapka     | 49.71 |                      |
| 4                 | JAM Novlene Williams-Mills   | 49.77 | Recorde da temporada |
| 5                 | GBR Christine Ohuruogu       | 50.21 | Recorde da temporada |
| 6                 | USA Debbie Dunn              | 50.35 |                      |
| 7                 | RUS Anastasiya Kapachinskaya | 50.53 |                      |
| 8                 | BOT Amantle Montsho          | 50.65 |                      |

Legenda
| Recorde mundial       | Recorde mundial (World record)               |                       | Recorde africano                      | Recorde africano (African) |                                           | Q | Classificado por posição (Qualified) |
| Recorde do campeonato | Recorde do campeonato (Championship record)  | Recorde da América    | Recorde da América (Americas)         | q                          | Classificado por melhor tempo (Qualified) |   |                                      |
| Melhor marca do ano   | Melhor marca do ano (World leading)          | Recorde asiático      | Recorde asiático (Asian)              | DNS                        | Não largou (Did not start)                |   |                                      |
| Recorde nacional      | Recorde nacional (National record)           | Recorde europeu       | Recorde europeu (European)            | DNF                        | Não terminou (Did not finish)             |   |                                      |
| Recorde pessoal       | Recorde pessoal do atleta (Personal best)    | Recorde da Oceania    | Recorde da Oceania (Oceania)          | DSQ / DQ                   | Desclassificado (Disqualified)            |   |                                      |
| Recorde da temporada  | Recorde da temporada do atleta (Season best) | Recorde sul-americano | Recorde sul-americano (South America) | NM                         | Sem marca (No mark)                       |   |                                      |